# Siboglinum buccelliferum
Siboglinum buccelliferum är en ringmaskart som beskrevs av Ivanov 1960. Siboglinum buccelliferum ingår i släktet Siboglinum och familjen skäggmaskar. Inga underarter finns listade i Catalogue of Life.